# Charles Maung Bo
Charles Maung Bo (ur. 29 października 1948 w Mohla) – mjanmański duchowny katolicki, arcybiskup metropolita Rangun od 2003, kardynał od 2015.

## Życiorys
Święcenia kapłańskie otrzymał 9 kwietnia 1976. 7 lipca 1990 został mianowany biskupem ordynariuszem diecezji Lashio. Sakry biskupiej udzielił mu arcybiskup Alphonse U Than Aung. 13 marca 1996 został przeniesiony na stolicę biskupią Basejn.
24 maja 2003 Jan Paweł II mianował go arcybiskupem stołecznego wówczas Rangunu. 4 stycznia 2015 ogłoszony kardynałem przez papieża Franciszka. Insygnia nowej godności odebrał 14 lutego.
Od 1 stycznia 2019 pełni funkcję przewodniczącego Federacji Konferencji Episkopatów Azji. Brał udział w konklawe 2025, które wybrało papieża Leona XIV.